# Xã Grafton, Quận McHenry, Illinois
Xã Grafton (tiếng Anh: Grafton Township) là một xã thuộc quận McHenry, tiểu bang Illinois, Hoa Kỳ. Năm 2010, dân số của xã này là 53.137 người.